# Mont Ventoux Dénivelé Challenge 2023
5. ročník jednodenního cyklistického závodu Mont Ventoux Dénivelé Challenge (oficiálně CIC–Mont Ventoux) se konal 13. června 2023 na Mont Ventoux a jejím okolí. Vítězem se stal Francouz Lenny Martinez z týmu Groupama–FDJ. Na druhém a třetím místě se umístili Kanaďan Michael Woods (Israel–Premier Tech) a Brit Simon Carr (EF Education–EasyPost). Závod byl součástí UCI ProSeries 2023 na úrovni 1.Pro.
Závod byl před startem zkrácen z původně plánovaných 153 km na 98,3 km kvůli nepříznivým povětrnostním podmínkám. Cílová páska tak byla umístěna již po prvním výjezdu na Mont Ventoux.

## Týmy
Závodu se zúčastnilo 6 z 18 UCI WorldTeamů, 7 UCI ProTeamů a 3 UCI Continental týmy. Každý tým přijel se sedmi závodníky kromě týmů AG2R Citroën Team, Burgos BH, CIC U Nantes Atlantique, EF Education–EasyPost a Equipo Kern Pharma s šesti jezdci, na start se tak postavilo 107 jezdců. Do cíle na Mont Ventoux dojelo 102 z nich, další 3 závodníci dojeli mimo časový limit.
UCI WorldTeamy
- AG2R Citroën Team
- Arkéa–Samsic
- Cofidis
- EF Education–EasyPost
- Groupama–FDJ
- Movistar Team

UCI ProTeamy
- Burgos BH
- Caja Rural–Seguros RGA
- Euskaltel–Euskadi
- Equipo Kern Pharma
- Israel–Premier Tech
- Team TotalEnergies
- Uno-X Pro Cycling Team

UCI Continental týmy
- CIC U Nantes Atlantique
- Electro Hiper Europa
- Nice Métropole Côte d'Azur

## Výsledky
| Pořadí | Jezdec                       | Tým                   | Čas        |
| ------ | ---------------------------- | --------------------- | ---------- |
| 1      | Lenny Martinez (FRA)         | Groupama–FDJ          | 2h 48' 41" |
| 2      | Michael Woods (CAN)          | Israel–Premier Tech   | + 1"       |
| 3      | Simon Carr (GBR)             | EF Education–EasyPost | + 1"       |
| 4      | Cristián Rodríguez (ESP)     | Arkéa–Samsic          | + 1"       |
| 5      | Clément Champoussin (FRA)    | Arkéa–Samsic          | + 13"      |
| 6      | Iván Sosa (COL)              | Movistar Team         | + 14"      |
| 7      | Domenico Pozzovivo (ITA)     | Israel–Premier Tech   | + 15"      |
| 8      | Valentin Paret-Peintre (FRA) | AG2R Citroën Team     | + 20"      |
| 9      | Diego Camargo (COL)          | EF Education–EasyPost | + 22"      |
| 10     | Mikel Bizkarra (ESP)         | Euskaltel–Euskadi     | + 29"      |